# Battle Programmer Shirase
Pour les articles homonymes, voir BPS.
Battle Programmer Shirase (BPS バトルプログラマーシラセ, Bīpīesu Batoru Puroguramā Shirase) abrégé en BPS est une sérié animée japonaise sortie en 2003 et produite par AIC. La série compte 15 épisodes de 10 minutes chacun.

## Synopsis
BPS est le nom d'un hacker très connu au Japon. Cet homme, Akira Shirase, peut facilement pirater n'importe quel système informatique au point même que le gouvernement lui demande de l'aider. Il a la particularité d'être toujours très calme. En revanche, il ne demande pas d'argent en retour mais du vieux matériel informatique très rare.

## Personnages
- Akira Shirase (白瀬慧, doublé par Kazuya Nakai)
- Misao Amano (天野美紗緒 doublé par Misato Fukuen)
- Yoriko Yunoki (柚木頼子 doublé par Fumiko Orikasa)
- Motoki Sae (本木紗英 doublé par Yūko Nagashima)